# فساد در سنگاپور
سنگاپور یکی از کم‌فسادترین کشورهای جهان به‌شمار می‌رود. این کشور از نظر شاخص احساس فساد در سال ۲۰۱۹، جایگاه چهارم را از نظر آمار پائین فساد در میان ۱۸۰ کشور مورد بررسی به خود اختصاص داد. بیشتر پرونده‌های فساد مالی در نهادهای دولتی و نیز بخش خصوصی توسط یک اداره ویژه دولتی در این کشور صورت می‌گیرد. نظرسنجی سازمان شفافیت بین‌الملل نشان می‌دهد اکثریت قابل‌توجهی از مردم سنگاپور در زندگی خود هرگز شاهد فساد در مؤسسه یا توسط مقام دولتی نبوده‌اند.